# 独松乡
独松乡，是中华人民共和国四川省阿坝藏族羌族自治州金川县下辖的一个乡镇级行政单位。

## 行政区划
独松乡下辖以下地区：
卡拉塘村、正里塘村和嘎五岭村。